# Ботанический сад (станция метро, Харьков)
«Ботанический сад» (укр. Ботанічний сад,  (слушать)о файле) — станция Харьковского метрополитена на Алексеевской линии. Расположена между станциями «Научная» и «23 Августа». Находится в месте пересечения проспектом Науки Саржиного яра — зелёной зоны на границе Павлова Поля.

## История и описание
Станция колонного типа. Пущена в эксплуатацию 21 августа 2004 года
Открытие станции было приурочено к 350-летию города. Станция расположена в жилом районе Павлово Поле. Неподалёку находятся студенческий городок, гостиница «Мир», магазины, супермаркет. У выхода из метро находится остановка наземного общественного транспорта.
При проектировании были разработаны два варианта проекта станции. В одном из них предполагалось построить двухуровневый мост через Саржин Яр, на нижнем ярусе которого должна была находиться станция, а на верхнем — проходить проезжая часть проспекта Ленина. Однако в итоге был реализован другой проект, по которому станция возведена в теле насыпи-дамбы.

## Галерея

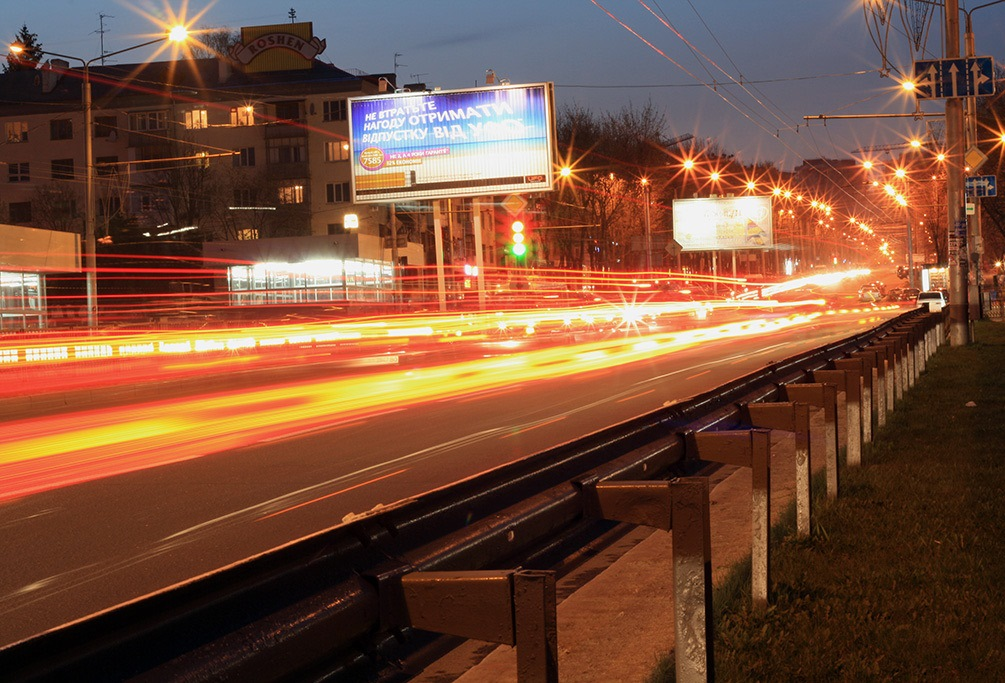
Проспект Науки в районе станции метро «Ботанический сад».
Одна из мозаик станции.
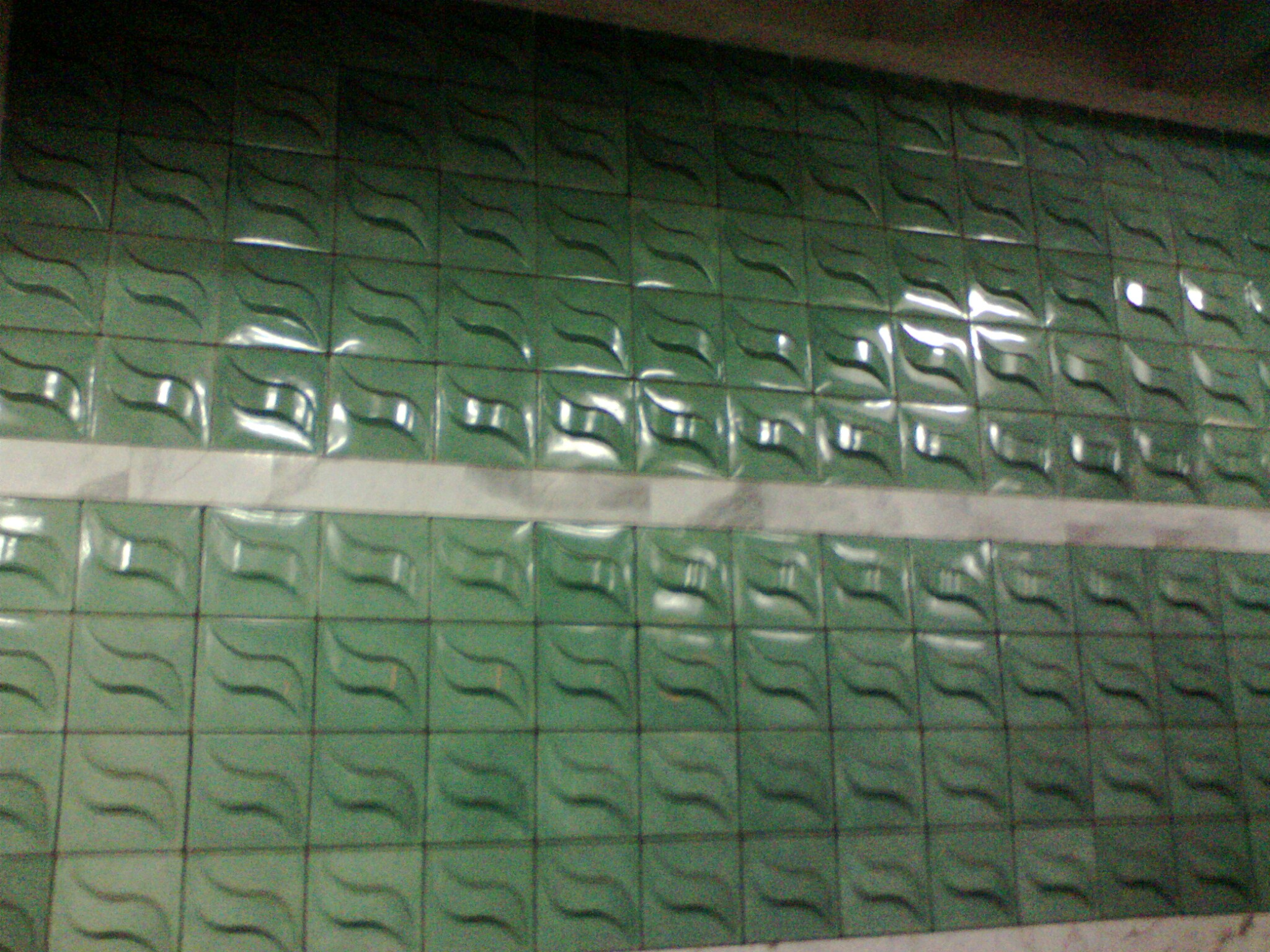
Оформление стены станции.
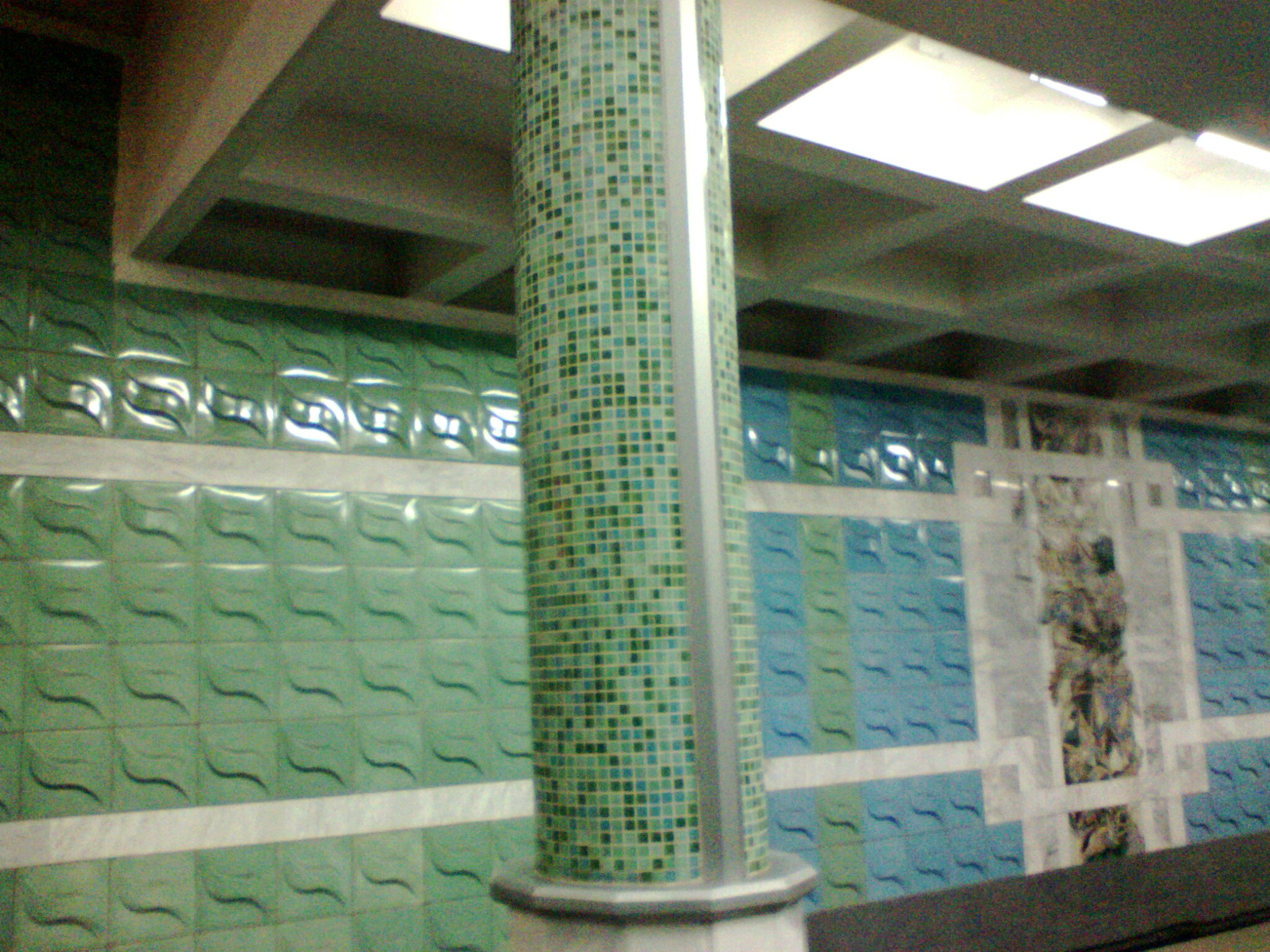
Колонна станции, облицованая зелёной и синей плиткой.